# 雷允通道
23°53′03″N 97°37′59″E / 23.88409°N 97.63319°E

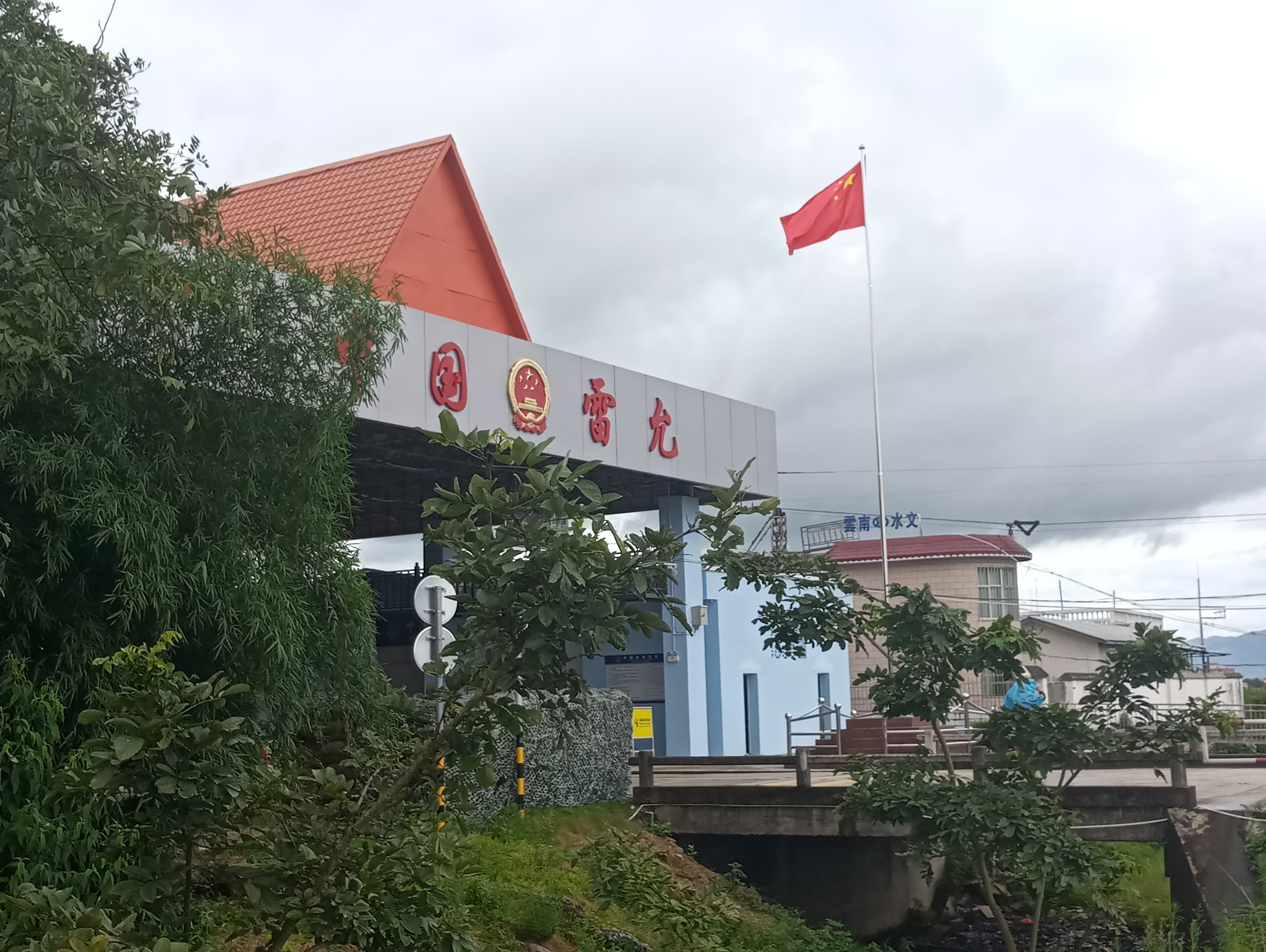
雷允通道

雷允通道，是中华人民共和国云南省德宏傣族景颇族自治州瑞丽市的一个边境通道，位于弄岛镇雷允村，跨南畹河连接缅甸克钦邦八莫县棒喊村。雷允通道由瑞丽出入境边防检查站雷允分站负责出入境管理，仅限中缅两国边民通行。
雷允村广喊寨在南畹河边，有广喊渡口，1975年开始摆渡，有木船1只。1988年，广喊渡口公路建成通车，1993年建成跨越南畹河的南畹大桥，成为瑞（丽）八（莫）公路的起点。2015年9月30日，龙瑞高速公路建成通车，弄岛连接线自瑞丽城北直通雷允通道。
2019年，共有超过40万人次的边民通过雷允通道出入国境。